# Prva makedonska fudbalska liga 2017-2018
La Prva makedonska fudbalska liga 2017-2018 è stata la 26ª stagione del massimo campionato macedone di calcio. Il torneo è iniziato il 12 agosto 2017 e si è concluso il 20 maggio 2018. Lo Škendija ha vinto il titolo per la seconda volta.

## Stagione

### Novità
Le due squadre retrocesse nella pasdsata stagione, il Bregalnica Štip e il Makedonija G.P., hanno lasciato il posto alle promozioni dell'Brera Strumica e dello Skopje, rispettivamente prima e seconda in Vtora Liga.

### Formula
Le dieci squadre si affrontano in un doppio girone di andata e ritorno per un totale di 36 giornate. La squadra campione di Macedonia è ammessa al secondo turno di qualificazione della UEFA Champions League 2018-2019 e la seconda e la terza classificata si qualificano al primo turno di qualificazione della UEFA Europa League 2018-2019. Le ultime due squadre classificate retrocedono in Vtora Liga. La terzultima classificata disputa uno spareggio con la seconda in Vtora Liga.

## Squadre partecipanti
| Squadra        | Città     | Classifica 2016-2017   |
| -------------- | --------- | ---------------------- |
| Brera Strumica | Strumica  | 1º posto in Vtora Liga |
| Pelister       | Bitola    | 4º posto in Prva Liga  |
| Pobeda         | Prilep    | 7º posto in Prva Liga  |
| Rabotnički     | Skopje    | 3º posto in Prva Liga  |
| Renova         | Džepčište | 5º posto in Prva Liga  |
| Shkupi         | Skopje    | 8º posto in Prva Liga  |
| Sileks Kratovo | Kratovo   | 6º posto in Prva Liga  |
| Škendija       | Tetovo    | 2º posto in Prva Liga  |
| Skopje         | Skopje    | 2º posto in Vtora Liga |
| Vardar         | Skopje    | Campione di Macedonia  |

## Classifica
|                               | Pos. | Squadra        | Pt | G  | V  | N  | P  | GF  | GS | DR  |
| ----------------------------- | ---- | -------------- | -- | -- | -- | -- | -- | --- | -- | --- |
| Macedonia del Nord (bandiera) | 1.   | Škendija       | 91 | 36 | 29 | 4  | 3  | 101 | 27 | +74 |
|                               | 2.   | Vardar         | 56 | 36 | 16 | 8  | 12 | 53  | 41 | +12 |
|                               | 3.   | Rabotnički     | 52 | 36 | 14 | 10 | 12 | 50  | 43 | +7  |
|                               | 4.   | Shkupi         | 51 | 36 | 13 | 12 | 11 | 51  | 46 | +5  |
|                               | 5.   | Sileks Kratovo | 50 | 36 | 13 | 11 | 12 | 30  | 37 | -7  |
|                               | 6.   | Brera Strumica | 42 | 36 | 10 | 12 | 14 | 43  | 47 | -4  |
|                               | 7.   | Renova         | 41 | 36 | 10 | 11 | 15 | 36  | 53 | -17 |
|                               | 8.   | Pobeda         | 38 | 36 | 10 | 8  | 18 | 36  | 56 | -20 |
|                               | 9.   | Skopje         | 35 | 36 | 7  | 14 | 15 | 24  | 43 | -19 |
|                               | 10.  | Pelister       | 34 | 36 | 8  | 10 | 18 | 37  | 68 | -31 |

Legenda:
      Campione di Macedonia e ammessa alla UEFA Champions League 2018-2019.
      Ammesse alla UEFA Europa League 2018-2019.
 Ammessa allo spareggio promozione-retrocessione.
      Retrocesse in Vtora Liga.
Note:

Tre punti a vittoria, uno a pareggio, zero a sconfitta.

## Risultati
|                  | AkP     | Pel     | Pob     | Rab     | Ren     | Shk     | Sil     | Ške     | Sko     | Var     |
| ---------------- | ------- | ------- | ------- | ------- | ------- | ------- | ------- | ------- | ------- | ------- |
| Akademija Pandev | ––––    | 2-0 1-1 | 0-1 1-0 | 1-1 0-1 | 1-0 1-1 | 2-0 1-2 | 0-1 1-2 | 3-2 2-2 | 2-0 0-0 | 0-2 1-1 |
| Pelister         | 3-4 1-3 | ––––    | 2-1 1-1 | 1-1 3-2 | 2-1 3-2 | 2-2 0-2 | 1-2 2-1 | 1-3 0-6 | 0-0     | 0-1 0-0 |
| Pobeda           | 2-2 0-0 | 1-2 1-1 | ––––    | 2-4 2-0 | 1-1 1-0 | 2-1 3-3 | 0-2 1-0 | 0-2 2-1 | 4-2 0-1 | 1-0 2-0 |
| Rabotnički       | 1-2 1-1 | 2-0 4-0 | 4-0 4-2 | ––––    | 0-0     | 1-0 1-1 | 0-0 2-0 | 2-6 0-2 | 3-0 3-2 | 3-1 2-1 |
| Renova           | 3-1 2-1 | 1-0     | 0-0 2-1 | 3-1 2-1 | ––––    | 0-0 3-1 | 0-3 0-0 | 1-6 0-3 | 5-1 2-0 | 2-5 1-1 |
| Shkupi           | 1-1 5-2 | 1-1 5-2 | 1-0 3-1 | 2-1 1-1 | 4-1 3-0 | ––––    | 0-1 1-1 | 0-3     | 1-0 0-2 | 2-0 4-1 |
| Sileks Kratovo   | 1-0 0-0 | 1-4 1-1 | 1-0     | 2-1 0-0 | 0-0 1-0 | 0-1 1-1 | ––––    | 0-2 1-3 | 1-0 0-1 | 0-0 0-2 |
| Škendija         | 2-1 1-0 | 3-0 4-0 | 3-3 3-0 | 2-1 3-0 | 2-0 5-0 | 4-1 2-0 | 5-0 1-0 | ––––    | 4-0 3-1 | 2-0 1-1 |
| Skopje           | 1-1 0-2 | 1-0 4-0 | 0-1 1-0 | 0-0 0-1 | 0-0 1-1 | 0-0 1-1 | 1-1     | 1-2 0-0 | ––––    | 1-1 0-0 |
| Vardar           | 3-1 3-2 | 1-0 2-3 | 4-0 3-0 | 1-0 0-1 | 2-1 1-0 | 1-0 1-1 | 3-1 2-3 | 4-2 2-3 | 3-0 0-1 | ––––    |

## Spareggio promozione/retrocessione
|        | Risultati |       | Luogo e data            |
| ------ | --------- | ----- | ----------------------- |
| Pobeda | 2-1       | Borec | Strumica, 2 giugno 2018 |